# 1729
- Wikisource

| Calendário gregoriano                                                        | 1729 MDCCXXIX                       |
| Ab urbe condita                                                              | 2482                                |
| Calendário arménio                                                           | 1178 – 1179                         |
| Calendário bahá'í                                                            | -115 – -114                         |
| Calendário budista                                                           | 2273                                |
| Calendário chinês                                                            | 4425 – 4426 Início a 29 de janeiro  |
| Calendário copta                                                             | 1445 – 1446                         |
| Calendário etíope                                                            | 1721 – 1722                         |
| Calendários hindus - Vikram Samvat - Calendário nacional indiano - Cáli Iuga | 1784 – 1785 1650 – 1651 4829 – 4830 |
| Calendário Holoceno                                                          | 11729                               |
| Calendário islâmico                                                          | 1142 – 1143                         |
| Calendário judaico                                                           | 5489 – 5490                         |
| Calendário persa                                                             | 1107 – 1108                         |
| Calendário rúnico                                                            | 1979                                |
| Calendário solar tailandês                                                   | 2272                                |

1729 (MDCCXXIX, na numeração romana)  foi um ano comum do século XVIII do actual Calendário Gregoriano, da Era de Cristo, e a sua letra dominical foi B (52 semanas), teve início a um sábado e terminou também a um sábado.
| Ano completo                   |
| ------------------------------ |
| Ano comum com início ao sábado |

## Eventos
- Stephen Gray e Granvil Wheeler constroem a primeira linha eléctrica na Inglaterra. Para esse fim, utilizam uma corda de cânhamo umidecido, com 200 metros de comprimento.
- Fim do reinado de Ngawang Gyamtsho, Desi Druk do Reino do Butão.
- Inicio do reinado de Mipham Wangpo, Desi Druk do Reino do Butão, reinou até 1736.
- A descoberta de diamantes no Arraial do Tijuco (hoje Diamantina).

## Nascimentos
- 10 de Janeiro - Lazzaro Spallanzani, biólogo italiano (m. 1799).
- 22 de Janeiro - Gotthold Ephraim Lessing, escritor e filósofo alemão. (m. 1781).
- 4 de Março - Anne, condessa de Noailles, aristocrata e Primeira-dama de honra francesa. (m. 1794).
- 16 de Março - Maria Luísa de Leiningen-Falkenburg-Dagsburg, condessa de Hesse-Darmstadt. (m. 1818).
- 21 de Abril - Catarina II (Catarina, A Grande), czarina da Rússia (m. 1796).
- 5 de junho - Cláudio Manuel da Costa, jurista e poeta luso-brasileiro (m. 1789).
- 11 de Novembro - Louis Antoine de Bougainville, explorador francês (m. 1811).
- 3 de Dezembro - Padre Antônio Soler, compositor erudito espanhol (m. 1783).

## Mortes
- 31 de Janeiro - Jacob Roggeveen, explorador neerlandês (n. 1645).
- 2 de Maio - D. Lourenço de Almada, administrador colonial português na Madeira, Angola e Brasil (n. 1645).
- 17 de junho - Jean Meslier, filósofo francês (n. 1664).

## Por tema
- 1729 na ciência
- 1729 na literatura